# Cryptosaurus eumerus
Cryptosaurus eumerus (gr. “lagarto escondido de muslo bien formado”) es la única especie conocida del género dudoso extinto  Cryptosaurus   de dinosaurio tireóforo nodosáurido, que vivió a finales del período Jurásico hace aproximadamente 156 millones de años, en el Oxfordiense, en lo que es hoy Europa. 
El fémur fue encontrado por el geólogo Lucas Ewbank y donado por él al Museo Woodwardian en Cambridge en 1869. Cryptosaurus fue el mismo año nombrado por el paleontólogo británico Harry Seeley, la especie tipo es Cryptosaurus eumerus. El nombre del género se deriva del griego kryptos , "oculto", una referencia a la rareza del hallazgo. El nombre específico significa "muslo bien formado" en griego, una referencia a la sólida estructura del hueso. La descripción de 1869, parte de un catálogo de la Universidad de Cambridge, era bastante mínimo, que consta de la oración única "En el estante g se coloca temporalmente el fémur de un dinosaurio de Oxford Clay, Cryptosaurus eumerus". A partir de esto, a veces se llega a la conclusión de que el nombre seguía siendo un nomen nudum hasta una descripción completa por Seeley en 1875.
El holotipo , CAMSM J.46882,  fue descubierto en el hoyo de ladrillo Great Gransden , en los estratos de la Formación Ampthill Clay, llamada también Arcilla de Oxford, data del Oxfordiense superior . El fémur derecho mide aproximadamente 33 centímetros de largo y tiene un eje grueso. Pertenecía a un individuo adulto o al menos subadulto, lo que significa que la especie era bastante pequeña.
Seeley pensó que Cryptosaurus era un pariente de Iguanodon, el primero de los descubiertos por en la Arcilla de Oxford, de ahí el nombre genérico. Friedrich von Huene lo clasificó en los Camptosauridae en 1909. Sin embargo, el trabajo de Peter Galton demostró que Cryptosaurus es un anquilosáurido de afinidades desconocidas. Hoy en día se considera comúnmente un dudoso debido a los restos limitados. Su nombre había sido erróneamente cambiado a "Crytodraco", basándose en un error de Lydekker en una revista alemana, al confundirlo con Cystosaurus, Esto fue un error, un error originado originalmente por una ortografía incorrecta de Cystosaurus en la Bibliothèque Universelle des sciences, belles-lettres, et arts , y el nombre Cryptosaurus tiene precedencia. Error que se repetido por Agassiz en el Nomenclator Zoologicus, como esto no cuenta en las reglas de la ICZN, el cambio es injustificado.